# Como Funciona o Universo
Como Funciona o Universo é um documentário do canal Discovery Channel. O programa fala sobre o que acontece no universo e conta com a presença de importantes físicos teóricos como Michio Kaku. Narrado por Marcelo Gleiser em sua versão brasileira, o programa foi ao ar pela primeira vez em 2010.

## Episódios

### primeira temporada
1. big bang-25 de abril de 2010
2. buracos negros-02 de maio de 2010
3. galaxias-10 de maio de 2010
4. estrelas-10 de maio de 2010
5. supernovas-17 de maio de 2010
6. planetas-24 de maio de 2010
7. sistemas solares-24 de maio de 2010
8. luas-  24 de maio de 2010

### segunda temporada
1. vulcões-11 julho de 2012
2. megatormentas-18 julho de 2012
3. exoplanetas-25 de julho de 2012
4. mega flares-01 de agosto de 2012
5. orbitas extremas-8 de agosto de 2012
6. Cometas-15 de Agosto de 2012
7. Asteroides-22 de agosto de 2012
8. o nascimento da terra-29 de agosto de 2012

### terceira temporada
1. Viagem a partir do centro do Sol-09 de julho de 2014
2. o fim do universo-16 de julho de 2014
3. júpiter: destruidor ou salvador-23 de julho de 2014
4. Primeiro segundo do Big Bang-30 de julho de 2014
5. saturno está vivo-06 de agosto de 2014
6. armas de extinção em massiva-13 agosto de 2014
7. Será que um buraco negro construir a Via Láctea?-20 de agosto de 2014
8. nossa viagem as estrelas-27 agosto 2014
9. A busca por uma segunda Terra-03 de setembro de 2014

### quarta temporada
1. como o universo construiu seu carro-14 de julho de 2015
2. a terra é o irmão malvado de venus-21 de julho de 2015
3. buraco negro monstro-28 de julho de 2015
4. a borda do sistema solar-04 de agosto de 2015
5. aurora da vida-11 de agosto de 2015
6. historia secreta da lua-18 agosto de 2015
7. Os primeiros Oceanos-25 de agosto de 2015
8. Forças da construção em massa-01 de setembro de 2015

1. ↑  «Como funciona o Universo: Inicio». Universo Online. Discoverybrasil.uol.com.br. Consultado em 10 de julho de 2012[ligação inativa]